# Geaya jamaicana
Geaya jamaicana is een hooiwagen uit de familie Sclerosomatidae.